# Sinfonía n.º 1 (Mahler)

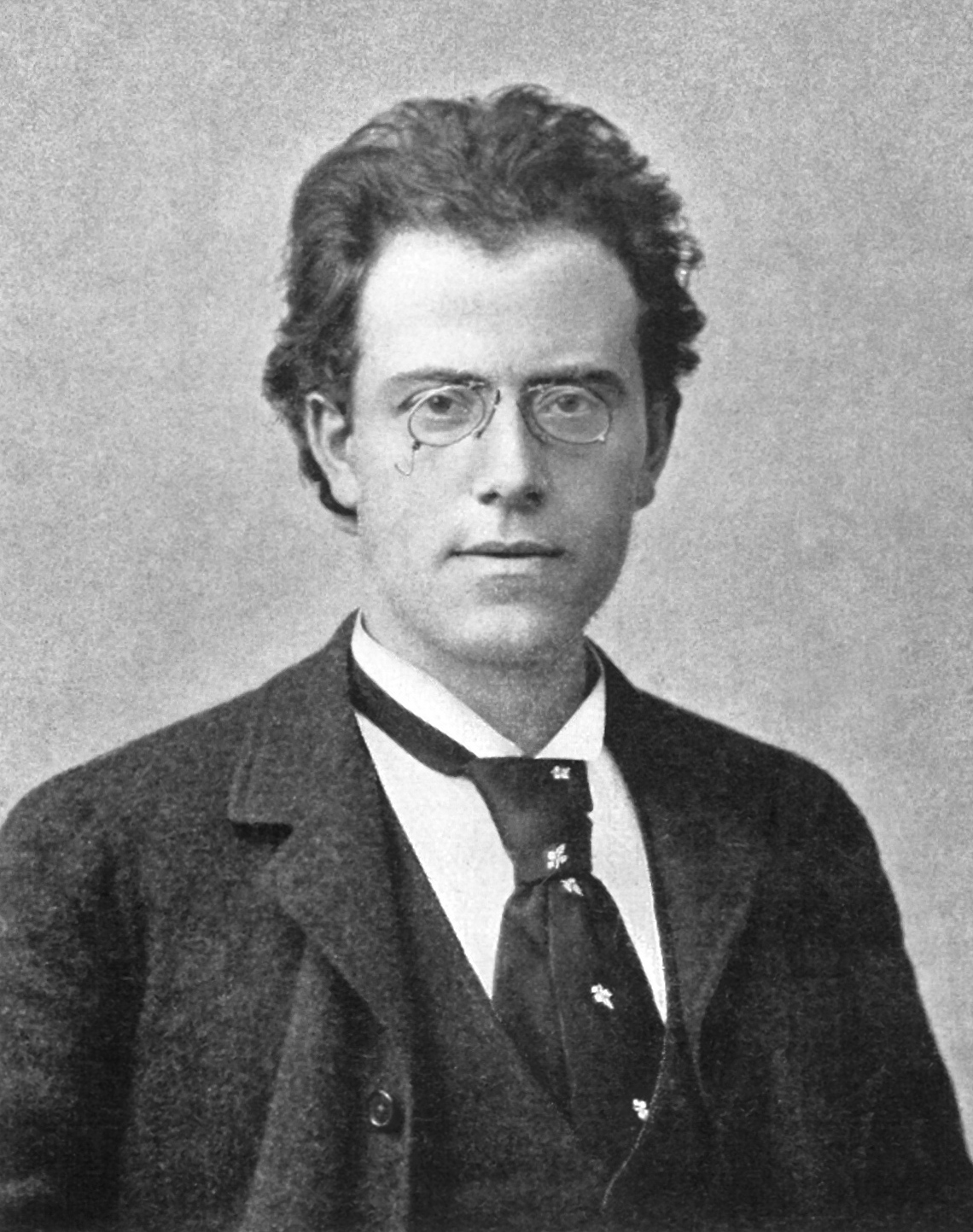
Mahler en 1892.

La Sinfonía n.º 1 en re mayor, también conocida como "Titán", fue compuesta por Gustav Mahler entre 1887 y 1888, y estrenada en 1889 en Budapest. En todas las ocasiones en que fue interpretada a partir de su estreno en Budapest, la obra se encontró con un rechazo casi total por parte de crítica y público. Mahler revisó posteriormente esta sinfonía en varias ocasiones. En 1897 eliminó uno de los movimientos, un intermedio lírico titulado “Blumine” (Florecillas), abandonando también el sobrenombre de “Titán”. A partir de este momento, la obra adopta la forma definitiva en cuatro movimientos. Hoy en día, esta sinfonía es una de las más apreciadas de Mahler, y es interpretada con frecuencia en las salas de concierto.

## Historia

### Composición
Mahler empezó a trabajar en esta obra en 1884, cuando tenía 24 años, cuando era director de música y coro en Kassel, una ciudad de Alemania. Allí, se convirtió en un personaje célebre gracias a Die drei Pintos, una ópera cómica de Carl Maria Von Weber inacabada que Mahler logró terminar. Fue en 1888 cuando escribió la mayor parte de la obra. Ese año fue muy difícil para el compositor ya que su padre falleció y él se tuvo que hacer cargo de la herencia, el negocio familiar y sus hermanos. Además, operaron a su esposa, le diagnosticaron una enfermedad a su hermano Otto, y su madre y su hermana poco tiempo después fallecieron. Su composición está relacionada con su primer ciclo de canciones, las Canciones de un camarada errante (Lieder eines fahrenden Gesellen), terminadas tras un episodio amoroso con Johanna Richter, una de las cantantes del teatro de Kassel.
Una noche, cuando tenía el primer movimiento acabado, fue rápidamente a casa de los Weber, con quien tenía una relación de amistad, a tocarlo. Tras su interpretación Mahler mencionó: “¡Los tres estábamos muy contentos y entusiasmados! Creo que nunca he vivido una hora más bella con esta Primera sinfonía” (Citado por De la Grange, 2014, p.58). Mahler solía decir que “las experiencias de la infancia determinan la naturaleza de los hombres artísticamente dotados” (citado por Lebrecht, 2011, p.45). Y eso hizo en el tercer movimiento de su primera sinfonía al aplicar un baile popular de su infancia, conocido como Hatschô.
En un principio la obra fue concebida como un largo poema sinfónico en dos partes y cinco movimientos, en el que Mahler utilizó música procedente de su abandonado proyecto de ópera Rübezahl y de la música incidental compuesta para la obra teatral El trompeta de Säkkingen de Viktor Nessler. La mayor parte de la primera versión de esta sinfonía (en dos partes y en cinco movimientos) se produjo entre diciembre de 1887 y marzo de 1888. En ese momento, Mahler aprovechó los pocos días de cierre de la ópera tras la muerte del emperador alemán Guillermo I para revisar su obra por “última vez”.La sinfonía, que según Mahler debería provocar en otros "muchos motivos de asombro", no llegó a tocarse en ninguna parte. Esta decepción y un conflicto con el director de la Ópera de Leipzig provocaron la renuncia de Mahler en el verano de 1888. 
Fue contratado en septiembre del mismo año como director de la Ópera Real de Hungría en Budapest, ya que  en 1887 había caído en decadencia debido a un conflicto entre los defensores del arte nacional magiar y el gusto del público por la ópera italiana. Lo que se pretendía con la contratación del nuevo director era que estudiara la situación y consiguiera que la Ópera de Budapest volviese a estar en auge. Allí Mahler logró un éxito considerable con El oro del Rhin y La valquiria. 
La primera sinfonía de Malher se estrenó el 20 de noviembre de 1889 en Budapest, concretamente en la sala de Redoute del Palacio Municipal.
Inspiración de la obra
Gustav Mahler compuso la mayor parte de su sinfonía en 1888 durante su estancia en Leipzig, mientras mantuvo un romance clandestino con Marion von Weber, mujer casada. Mahler se refería a Marion como: “un ser luminoso, enteramente dedicado a la Belleza y la Bondad, que dio a mi vida entonces un nuevo significado” (De la Granje, 2014, p.56). 
Mahler en un primer momento quiso llamar a la sinfonía La vida, ya que definía la existencia de una persona que experimenta, siente y que ha disfrutado de las maravillas de la naturaleza pero que en poco tiempo le arrebatan esa felicidad.  
Al final, la sinfonía recibió el nombre de Titán en alusión a la novela del escritor romántico Jean Paul Richter, escrita entre 1800 y 1803. En esta novela se narran las aventuras de un héroe germánico, Albano, que es la figura juvenil de la novela y que representa el amor, la amistad, la muerte y la vida en la naturaleza sobre todo; estos pensamientos del autor es lo que Mahler pretende plasmar en su sinfonía. 
Recepción
 

La obra no tuvo buena acogida en su estreno. La primera parte de la sinfonía tuvo buena recepción; en cambio, la Marcha fúnebre y el Finale provocaron una gran indignación en el público. La sinfonía recibió muchas críticas negativas que rechazaban aquellos elementos que han motivado a que hoy en día se la conozca como uno de los mejores logros compositivos de la historia de la música. 
“Se le reprochó que era una recopilación de cacofonías, disonancias y aburridas fermatas; se habló de una duración infinita de la obra, de oscuridades e indefiniciones, de extravagancias, de una música que prescindiendo de rarezas melódicas, armónicas e instrumentales, en sus mejores momentos no superaba la mediocridad” (Silbermann,1994, p.225)  
No solo fue criticado por Beer, un importante crítico de la época, sino que fueron muchas personas, e incluso amigos como Herzfeld en el Neuer Pester Journal, que escribieron artículos criticando el “desastroso” estreno de su sinfonía. Esta incomprensión de la sociedad húngara se debe al desconocimiento de las obras que sirvieron de transición entre los primeros románticos y Mahler, como: Berlioz, Liszt y Wagner.  
Interpretación
Cuando los compositores dan nombre a sus obras podría creerse que las interpretaciones externas a ellas son innecesarias. Pero existe una gran diferencia entre las explicaciones que Mahler da por influencia de sus amigos y para una mejor comprensión del estilo musical, y las interpretaciones que subyacen de la música. 
La primera sinfonía de Mahler ha tenido numerosas interpretaciones a lo largo de la historia. Por ejemplo, según Specht (1888), uno de los primeros biógrafos del compositor, la sinfonía es “sumamente extraña y arrebatadora, llena de osadía y extravagancias, de cosas conmovedoras y estridencias”; y parte de esa impresión para llegar a la interpretación de que la primera sinfonía de Mahler se trata de una tragedia de juventud, pues esta sinfonía reflejaría el sentimiento vital de Mahler a los 30 años y de su idilio amoroso con Marion von Weber. 
Como se puede observar existe un dilema entre sí la sinfonía trata sobre la vida y la naturaleza o sobre su situación en ese momento. En cuanto a la evolución de la obra se puede destacar el poco reconocimiento y el rechazo que tuvo en Budapest (1889), Hamburgo (1892), Weimar (1894) y Berlín (1896). Fuera lo que fuese lo que la crítica hubo de reprochar con razón o sin ella, la primera sinfonía de Mahler se ha convertido en una de las favoritas del público después de años de descontento. 

### Estreno y revisiones

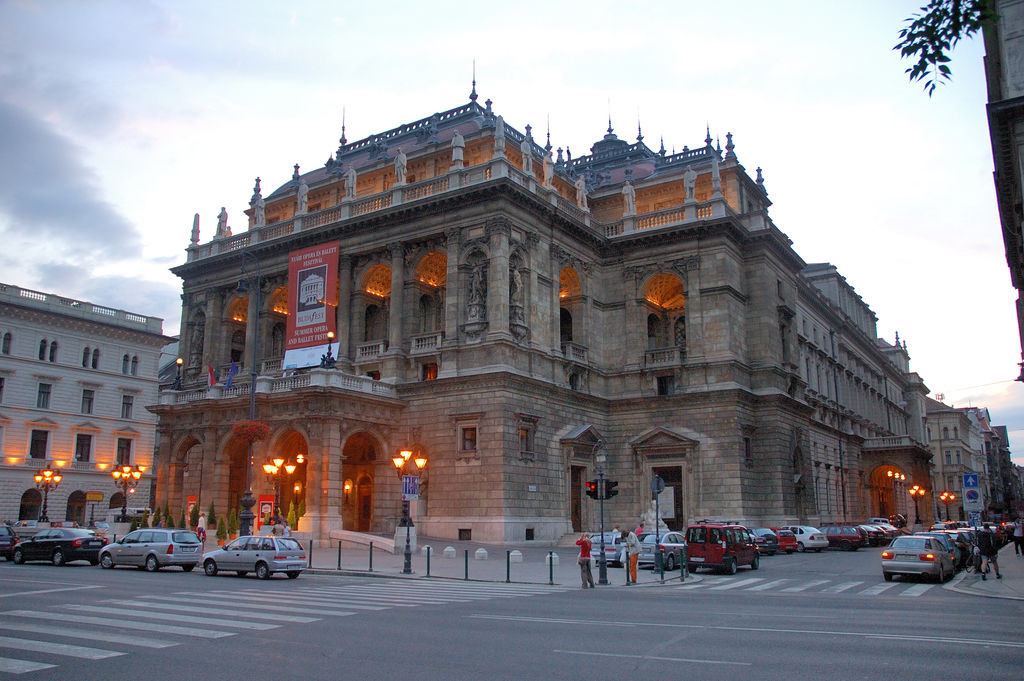
Ópera Real de Hungría en Budapest, lugar del estreno.

El estreno se celebró el 20 de noviembre de 1889 en la Ópera Real de Hungría en Budapest en su versión original, finalizada en Leipzig y presentada bajo el nombre de «Symphonische Dichtung in zwei Teilen» (Poema sinfónico en dos partes y cinco movimientos).
Primera parte:
- 1) Introducción y Allegro commodo
- 2) Andante
- 3) Scherzo

Segunda parte:
- 4) Marcha fúnebre; attacca.
- 5) Molto apasionado

En 1892, ante la incomprensión general, el compositor propuso por primera vez un programa detallado a partir del poema inicial.
El segundo estreno tuvo lugar el 27 de octubre de 1893 en Hamburgo bajo el sencillo título de "Titan", con numerosas revisiones y nuevas secciones, como Blumine en el segundo movimiento.
Tras hacer nuevas correcciones se celebra el tercer estreno el 3 de junio de 1894 en Weimar.
El cuarto estreno tuvo lugar el 16 de marzo de 1896 en Berlín, que fue cuando se pudo escuchar por primera vez la sinfonía en su forma definitiva. El manuscrito ahora contiene solo cuatro movimientos, el segundo conocido como Blumine ha sido retirado, y ahora lleva el nombre de "Sinfonía n.° 1", sin ningún subtítulo. 
Mahler interpretó esta sinfonía a intervalos irregulares hasta su muerte.
- 1889 – 20 de noviembre, estreno mundial: Budapest, Orquesta Filarmónica de Budapest dirigida por el compositor.
- 1893 – 27 de octubre, estrenos alemanes: Hamburgo, dirigido por el compositor.
- 1894 – 3 de junio, Weimar, dirigido por el compositor.
- 1896 – 16 de marzo, Berlín, dirigido por el compositor.
- 1899 – 8 de marzo, Frankfurt, dirigido por el compositor.
- 1898 – 3 de marzo, estreno checo: Praga, dirigido por el compositor.
- 1900 – 18 de noviembre, estreno austríaco: Viena, dirigido por el compositor.
- 1903 – 21 de octubre, estreno inglés: Londres, dirigido por Henry Wood.
- 1903 – 25 de octubre, estreno holandés: Ámsterdam, con el compositor dirigiendo la Concertgebouw Orchestra.
- 1909 – 16 de diciembre, estreno americano: Nueva York, dirigido por el compositor.

El director Bruno Walter, amigo y gran intérprete de Mahler, transcribió la sinfonía para piano a 4 manos.

### Publicación
En 1891 Mahler envió la partitura a la editorial Schott para su publicación, con el título Aus dem Leben eines Einsamen ("De la vida de un hombre solitario"), sin ningún resultado. La sinfonía fue publicada finalmente en febrero de 1899 por Joseph Weinberger (probablemente para el estreno en Praga el 3 de marzo de 1898) y luego reorquestada ligeramente en 1903 para una edición final de 1906 por Universal donde toma la forma de una gran sinfonía de unos cincuenta minutos, dividida en cuatro movimientos.
- 1899 – febrero, Viena, Josef Weinberger.
- 1906 – mayo, Viena, Universal Edition.
- 1967 – Viena, Universal Edition (edición crítica).

## Instrumentación
La partitura está escrita para una gran orquesta sinfónica compuesta por, aproximadamente, 100 músicos. 
- Viento madera: 4 flautas (la tercera y cuarta doblando al flautín), 4 oboes (el tercero doblando al corno inglés), 3 clarinetes en si bemol, do y la (el tercero doblando al clarinete bajo), 2 clarinetes en mi bemol (el segundo doblando al 4.º clarinete en si bemol en el movimiento IV), 3 fagotes (el tercero doblando al contrafagot).

- Viento metal: 7 trompas en fa,[9] 4 trompetas en fa,[10] 3 trombones y tuba.

- Percusión: timbales (5, con dos intérpretes),[11] bombo,[12] platillos, tam-tam, triángulo.

- Cuerdas: arpa y una sección de cuerdas con violines I y II, violas, violonchelos y contrabajos.

## Estructura y análisis
La sinfonía consta de cuatro movimientos:
- I. Langsam, schleppend
- II. Scherzo: Kräftig bewegt, doch nicht zu schnell
- III. Trauermarsch: Feierlich und gemessen, ohne zu schleppen
- IV. Stürmisch bewegt

La interpretación de esta obra dura aproximadamente 55 minutos. La gran ambición y envergadura de esta obra se debe a la intención de Mahler de mostrar sus dotes como compositor sinfónico. Por otra parte, Mahler expresa en esta música diversas emociones, tanto relativas a su vivencia de la naturaleza como a ciertos contenidos autobiográficos. En esta primera obra sinfónica se encuentran ya algunos de los rasgos más característicos del estilo musical de Mahler, como el uso libre y expresivo de las formas musicales, la utilización de fanfarrias y marchas militares, el empleo de danzas de carácter popular, como el Landler austriaco, y un gran dominio de la orquestación, con el empleo de efectos espectaculares, visuales y espaciales, destinados a crear un impacto directo sobre el oyente.

### I.Langsam, schleppend
El primer movimiento, Langsam, schleppend (Lento, pesante), está escrito en la tonalidad de re mayor, en compás de 4/4 y sigue una forma sonata modificada. La sinfonía comienza con una introducción mágica y como de ensueño, tras la cual aparece un movimiento rápido dominado por un tema alegre en la cuerda, que luego pasa a toda la orquesta, y que proviene de una de las  Canciones de un camarada errante. Tras una repetición de la introducción, aparece un tema nuevo en las trompas, que conduce a un gigantesco clímax tras el que el movimiento concluye con una alegría desenfrenada.

### II.Scherzo: Kräftig bewegt, doch nicht zu schnell
El segundo movimiento, Scherzo: Kräftig bewegt, doch nicht zu schnell (Scherzo: Poderosamente agitato, pero no demasiado rápido), está en re mayor y en compás de 3/4. Se basa en un tema de Landler, de carácter popular, en compás de 3/4. A pesar de su apariencia alegre y rústica, el movimiento se vuelve algo agitado en ocasiones. La parte central, (trío) es más tranquila, y ofrece un momento de descanso poético, aunque manteniendo el carácter de danza popular.

### III.Trauermarsch: Feierlich und gemessen, ohne zu schleppen
El tercer movimiento, Trauermarsch: Feierlich und gemessen, ohne zu schleppen (Marcha fúnebre: solemne y medida, pero sin pesantez), está en re menor y en compás de 4/4. Es una marcha fúnebre que comienza con un solo de contrabajo que es una variación en modo menor del tema «Frère Jacques» (el popular «Campanero» o «Martinillo»), al que se van incorporando diversos instrumentos. A continuación, aparece un tema de carácter nostálgico que procede de la música tradicional de Bohemia. La tristeza de la marcha fúnebre en la que alternan estos dos temas contrasta con pasajes grotescos en los que parece sonar una música de banda popular y con un episodio lírico que también procede de las Canciones de un camarada errante.

### IV.Stürmisch bewegt
El cuarto y último movimiento, Stürmisch bewegt (Agitato), está en fa menor que posteriormente retoma la tonalidad inicial y el compás es alla breve. El gran Finale de la obra simboliza el tránsito de las tinieblas a la luz. Tiene estructura de sonata, aunque tratada con gran libertad. En la primera sección aparecen una serie de motivos tempestuosos y agitados, que desembocan en la exposición de un tema de carácter trágico sobre un acompañamiento ininterrumpido de las cuerdas, y que finaliza con unos dramáticos golpes de la percusión. El segundo tema es una melodía lírica en las cuerdas, que comienza de forma tranquila y se va elevando hasta un clímax apasionado. Tras el regreso del tema tempestuoso en el desarrollo, aparece un nuevo tema triunfante en los instrumentos de metal, pero le hará falta luchar y ser derrotado dos veces antes de alcanzar el brillante re mayor final. Después de un último pasaje reflexivo, se encuentra el triunfo definitivo del optimismo, en un final lleno de espectacularidad en el que la orquesta finaliza en un arrollador frenesí sonoro.

## Discografía selecta
- 1941 – Dimitri Mitropoulos, Orquesta de Minnesota (CBS).
- 1950 – Bruno Walter, Ópera Estatal de Baviera (ORFEO).
- 1954 – Rafael Kubelík, Filarmónica de Viena (Decca).
- 1959 – John Barbirolli, Filarmónica de Nueva York (NYP Editions).
- 1961 – Bruno Walter, Orquesta Sinfónica Columbia (CBS).
- 1964 – Georg Solti, Sinfónica de Londres (Decca).
- 1964 – Karel Ančerl, Orquesta Filarmónica Checa (Supraphon
- 1966 – Leonard Bernstein, Filarmónica de Nueva York (CBS).
- 1967 – Rafael Kubelík, Orquesta Sinfónica de la Radio de Baviera (DG).
- 1969 – Kiril Kondrashin, Filarmónica de Moscú (Melodiya).
- 1969 – Jascha Horenstein, Sinfónica de Londres (Unicorn).
- 1971 – Carlo Maria Giulini, Sinfónica de Chicago (EMI).
- 1974 – Leonard Bernstein, Filarmónica de Viena (DVD DG).
- 1987 – Bernard Haitink, Filarmónica de Berlín (Philips).
- 1987 – Seiji Ozawa, Sinfónica de Boston (Philips).
- 1987 – Leonard Bernstein, Orquesta Real del Concertgebouw (DG).
- 1990 – Klaus Tennstedt, Sinfónica de Chicago (DVD EMI).
- 1993 – James Judd, Filarmónica de Florida (Harmonia Mundi).
- 2006 – Mariss Jansons, Orquesta Real del Concertgebouw (RCO).
- 2009 – Claudio Abbado, Orquesta del Festival de Lucerna (DVD Euroarts).
- 2011 – Ivan Fischer, Orquesta del Festival de Budapest (Channel Classics).

- 2013 – Simon Rattle, Salzburgo Festival National Children's Orchestra of Venezuela